# Котухово
Котухово — деревня в Смоленском районе Смоленской области России. Входит в состав Лоинского сельского поселения. Население — 3 жителя (2007 год). 
Расположена в западной части области в 46 км к северо-западу от Смоленска, в 13 км юго-западнее автодороги Р133 Смоленск — Невель, на берегу реки Могилёвка. В 15 км южнее деревни расположена железнодорожная станция Голынки на линии Смоленск — Витебск. 

## История
В годы Великой Отечественной войны деревня была оккупирована гитлеровскими войсками в июле 1941 года, освобождена в сентябре 1943 года. 